# Пальмье, Анна де
Анна де Пальмье (1772 — ?) — мемуаристка, которая, по собственным словам, была доверенным лицом и тайным агентом трёх российских императоров: Екатерины II, Павла I, и Александра I.

## Биография
Происхождение мемуаристки точно не установлено. По её собственным словам, она родилась в 1772 году. По предположению историка Е. Шумигорского, она была незаконнорожденной дочерью Ивана Перфильевича Елагина.
Из мемуаров под названием Сокращенная выписка из тайной записке моей жизни с 1794 по 1808 г., хранящихся в РГАЛИ (ф. 1337, оп. 2, ед. хр. 97), следует, что Анна де Пальмье, которой в её юности покровительствовал Александр Безбородко, жившая в Санкт-Петербурге, была тайным осведомителем Екатерины II, Павла I, и Александра I.
В 1808 году по неизвестной причине она была выслана из столицы в Великие Луки, в 1819 году ей позволили перебраться в Коломну, затем она жила в Калуге.
В одном из архивов были обнаружены секретные донесения Анны де Пальмье. Стараниями калужских краеведов было установлено, что она действительно жила в Калуге и открыла там свой пансион. Но её дальнейшая судьба неизвестна.